# Dimataling
Dimataling è una municipalità di quarta classe delle Filippine, situata nella Provincia di Zamboanga del Sur, nella regione della Penisola di Zamboanga.
Nel 1978 parte del territorio di Dimataling è stato staccato per formare la nuova municipalità di Pitogo.
Dimataling è formata da 24 baranggay:
- Bacayawan
- Baha
- Balanagan
- Baluno
- Binuay
- Buburay
- Grap
- Josefina
- Kagawasan
- Lalab
- Libertad
- Magahis

- Mahayag
- Mercedes
- Poblacion
- Saloagan
- San Roque
- Sugbay Uno
- Sumbato
- Sumpot
- Tinggabulong
- Tiniguangan
- Tipangi
- Upper Ludiong